# Останній з могікан (серіал, 1932)
«Останній з могікан» (англ. The Last of the Mohicans) — американський докодексовий багатосерійний фільм 1932 року за мотивами роману Джеймса Фенімора Купера «Останній з могікан».

## У ролях
- Гаррі Кері — Натаніель Бампо
- Хобарт Босворт — Чингачгук
- Френк Коглан мол. — Ункас
- Едвіна Бут — Кора Мунро
- Люсіль Браун — Еліс Мунро
- Волтер Міллер — майор Дункан Хейворд
- Боб Кортман — Магуа
- Волтер Макгрейл — Дюлак, французький шпигун
- Нельсон Макдауелл — Девід Гамут (Макдауелл також зіграв роль Давіда Гамута в однойменному німому фільмі 1920 року).
- Гай Едвард Хірн — полковник Мунро
- Міша Ауер — генерал Монкальм
- Якіма Канутт — Чорна Лисиця (також інші другорядні ролі)

## Серії
1. Бурхливі води
2. Вогняні стріли
3. Рушниця або томагавк
4. Наввипередки зі смертю
5. Червоні тіні
6. Принадність золото
7. Багряний слід
8. Хід битви
9. Благородство червоношкірих
10. Твердиня ворога
11. Чаклунство блідолицих
12. Кінець стежки